# Cymothoa vicina
Cymothoa vicina es una especie de crustáceo isópodo marino del género Cymothoa, familia Cymothoidae. Fue descrita científicamente por Hale en 1926.

## Distribución
Esta especie se encuentra en Australia.